# Einrede des nicht erfüllten Vertrags
Die Einrede des nichterfüllten Vertrages (exceptio non adimpleti contractus) ist im deutschen Schuldrecht eine Einrede, durch die eine selbst nicht vorleistungspflichtige Vertragspartei eines gegenseitigen Vertrags die ihr obliegende Leistung bis zur vollständigen und ordnungsgemäßen Gegenleistung verweigern darf.

## Allgemeines
In § 320 Abs. 1 Satz 1 BGB ist diese Einrede als eine Sonderform des Zurückbehaltungsrechts aus § 273 Abs. 1 BGB ausgestaltet. Anders als dieses ist sie jedoch Ausdruck des bestehenden funktionalen Synallagmas gegenseitiger Verträge. Insoweit wird hier eine Einrede als das Recht verstanden, die Erfüllung eines Anspruchs ganz oder teilweise zu verweigern. Solange der vorleistungspflichtige Schuldner die ihm obliegende Leistung nicht erfüllt hat, steht seinem Vertragspartner ab Fälligkeit der eigenen Leistung die Einrede des nichterfüllten Vertrages zu. Der Vertragspartner kann sich auf sein Leistungsverweigerungsrecht berufen, wenn die fällige Gegenleistung nicht, nicht vollständig oder nicht ordnungsgemäß erbracht wurde.

## Betroffene Vertragsarten
Von der Einrede des nichterfüllten Vertrages können die Vertragspartner von Wohnungsvermietern (§ 556b Abs. 1 BGB), Grundstücks- oder Schiffsvermietern (§ 579 Abs. 1 BGB), Verpächtern (§ 587 Abs. 1 BGB), Arbeitnehmern und Dienstverpflichteten (§ 614 BGB), Werkunternehmern (§ 641 BGB) und entgeltlichen Verwahrern (§ 699 BGB) Gebrauch machen.
Beispielsweise hat beim Werkvertrag der Werkunternehmer vorzuleisten, da die Fälligkeit der Vergütung des Werkvertrags erst mit der Abnahme des in Auftrag gegebenen Werkes eintritt (§ 640, § 641 BGB). Damit tritt der Unternehmer mit der Erstellung des Werkes in Vorleistung, soweit nichts anderes vereinbart wurde. Die Regelung des § 16 VOB/B geht ebenfalls von der Vorleistungspflicht eines Auftragnehmers bei Werkverträgen aus. Das hat zur Folge, dass der Kunde des Werkunternehmers mit der Einrede des nichterfüllten Vertrages seine Bezahlung solange zurückbehalten darf, bis es zur ordnungsgemäßen Abnahme des Werks gekommen ist.

## Zweck und Rechtsfolgen
Einerseits soll die Einrede auf den vorleistungspflichtigen Schuldner Druck ausüben, damit er seine Leistung auch zuerst erbringt, andererseits gibt sie der anderen Vertragspartei Sicherheit. Denn dieses Druckmittel verhindert auch, dass die andere Vertragspartei weder das Risiko der möglichen Leistungsunfähigkeit des Schuldners noch das Risiko einer mangelhaften Lieferung tragen muss. Solange das Zurückbehaltungsrecht im Rahmen der Einrede besteht, ist die Nichtleistung der anderen Vertragspartei keine Pflichtverletzung und löst auch keinen Schuldnerverzug aus. Dem vorleistungspflichtigen Schuldner steht auch kein Anspruch aus Sicherheitsleistung (etwa nach § 273 Abs. 3 BGB) gegen seinen Vertragspartner zu (§ 320 Abs. 1 Satz 3 BGB). Die Einrede hindert den vorleistungspflichtigen Schuldner daran, wirksam eine Nachfrist nach § 439 BGB zu setzen, vom Vertrag zurückzutreten, Schadensersatz wegen Nichterfüllung zu verlangen oder zu kündigen.
Nach überwiegender Meinung enthält § 320 BGB als ungeschriebenes Tatbestandsmerkmal das Erfordernis der eigenen Vertragstreue des Schuldners. Sie steht deshalb nur demjenigen zu, der selbst vertragstreu ist (tu-quoque-Einwand).